# 魏永征
魏永征（1941年7月—），原名魏庸徵，祖籍浙江宁波慈溪县慈城镇，生于上海，中国及香港新闻法学家，现任香港树仁大学教授，曾编写中国大陆首部新闻法教材《新闻传播法教程》。

## 简介
魏永征生于文史世家，父魏友棐系民国上海著名金融评论家，母冯贞俞女士为晚晴国学家冯君木长女。舅冯都良（前《商报》、《申报》主笔、总编）、冯宾符（前世界知识出版社社长、总编辑），妻贺宛男（前《新闻报》主笔）均为知名报人。
20世纪60年代，毕业于复旦大学新闻系，后在上海社会科学院从事新闻学研究长达11年。赴《民主与法制》杂志社任专栏主编逾6年。参与创办《消费报》，任编委。再任《新闻记者》杂志常务副主编、主编前后长达11年。20世纪80年代，参与起草中国新闻法。1987年至1998年，任《新闻记者》杂志社法人代表，现任《新闻记者》特聘顾问。
后专职从事新闻法研究，任上海社会科学院研究员、复旦大学信息与传播中心学术委员会委员。2001年受邀赴香港任树仁大学教授，现亦任复旦大学客座教授、中国传媒大学特聘博士生导师兼传媒法和政策研究中心总顾问、汕头大学硕士生导师等学术职务。

## 代表著作
- 1994年：《被告席上的记者――新闻侵权论》
- 1999年：《中国新闻传播法纲要》
- 2002年：《新闻传播法教程》，系中国首部新闻法教材，付梓即遭抢购而缺货，另要加印1万册。于2006年再版[2]。被中国教育部评为“精品教材”[3]。
- 2002年：《新闻法新论》
- 2005年：主编《影视法导论》
- 2007年：主编《大众传播法学》